# Rakowiec (powiat kwidzyński)
Rakowiec (niem. Groß Krebs) – wieś w Polsce położona w województwie pomorskim, w powiecie kwidzyńskim, w gminie Kwidzyn na trasie zawieszonej obecnie linii kolejowej Kwidzyn-Prabuty (stacja PKP „Rakowiec Pomorski”) i drodze wojewódzkiej nr 521.
W latach 1945–1954 roku miejscowość była siedzibą gminy Rakowiec. W latach 1975–1998 miejscowość należała administracyjnie do województwa elbląskiego.
W roku 2021 wieś zamieszkiwało 1 719 mieszkańców i ich liczba stale rośnie.

## Historia osadnictwa
Na ziemiach obecnej gminy Kwidzyn, do której należy Rakowiec, notowana była duża aktywność osadnicza i gospodarcza sięgająca czasów pradziejowych, związana z położeniem tych ziem w rejonie Powiśla. Elementami dziedzictwa historycznego są liczne cmentarzyska oraz osady obronne kultury łużyckiej w Baldramie i Podzamczu. Z okresu rzymskiego pochodzą znaleziska świadczące o rozwoju osadnictwa i kontaktów handlowych na szlaku bursztynowym (okolice Korzeniewa, Brokowa, Kamionki i Rakowca). Od II poł. X do XII wieku przypadł największy rozwój wczesnośredniowiecznego osadnictwa na tycg terenach.
W czasach panowania krzyżackiego dokonywano lokacji wsi na prawie niemieckim i chełmińskim, ustanawiano sołtysa oraz określano wysokość świadczeń wsi na rzecz właściciela.
W 1233 roku między Marezą, Lipiankami i Nebrowem zakon krzyżacki wzniósł umocowania obronne, rozpoczynając podbój Prus, a wkrótce zaczęto zakładać pierwsze wsie: Tychnowy (1288), Licze i Rakowiec (1293), Kamionka (1299).
Wojny prowadzone w XV wieku i następnych stuleciach nie oszczędziły tych terenów, co spowodowało zniszczenie wielu wsi (Baldram, Licze, Rakowiec, Szadowo) oraz spadek liczby osadników. Aby zachęcić nowych osadników, wprowadzano czynszowanie chłopów. Wkrótce zaczęli przybywać na teren wsi koloniści z Niemiec oraz Holendrzy – głównie mennonici zwani Olendrami. W roku 1788 niemal na terenie całej obecnej gminy nadano chłopom ziemię w dziedziczne użytkowanie.

## Zabytki
Według rejestru zabytków NID na listę zabytków wpisane są:
- kościół parafialny pw. św. Antoniego, 2 poł. XIV, XV, XVIII-XIX, nr rej.: A-836 z 24.04.1975
- plebania, pocz. XIX, nr rej.: A-836 z 24.04.1975
- dwór myśliwski, nr rej.: A-924 z 24.08.1978.

We wsi znajduje się również cmentarz mennonicko-ewangelicki.

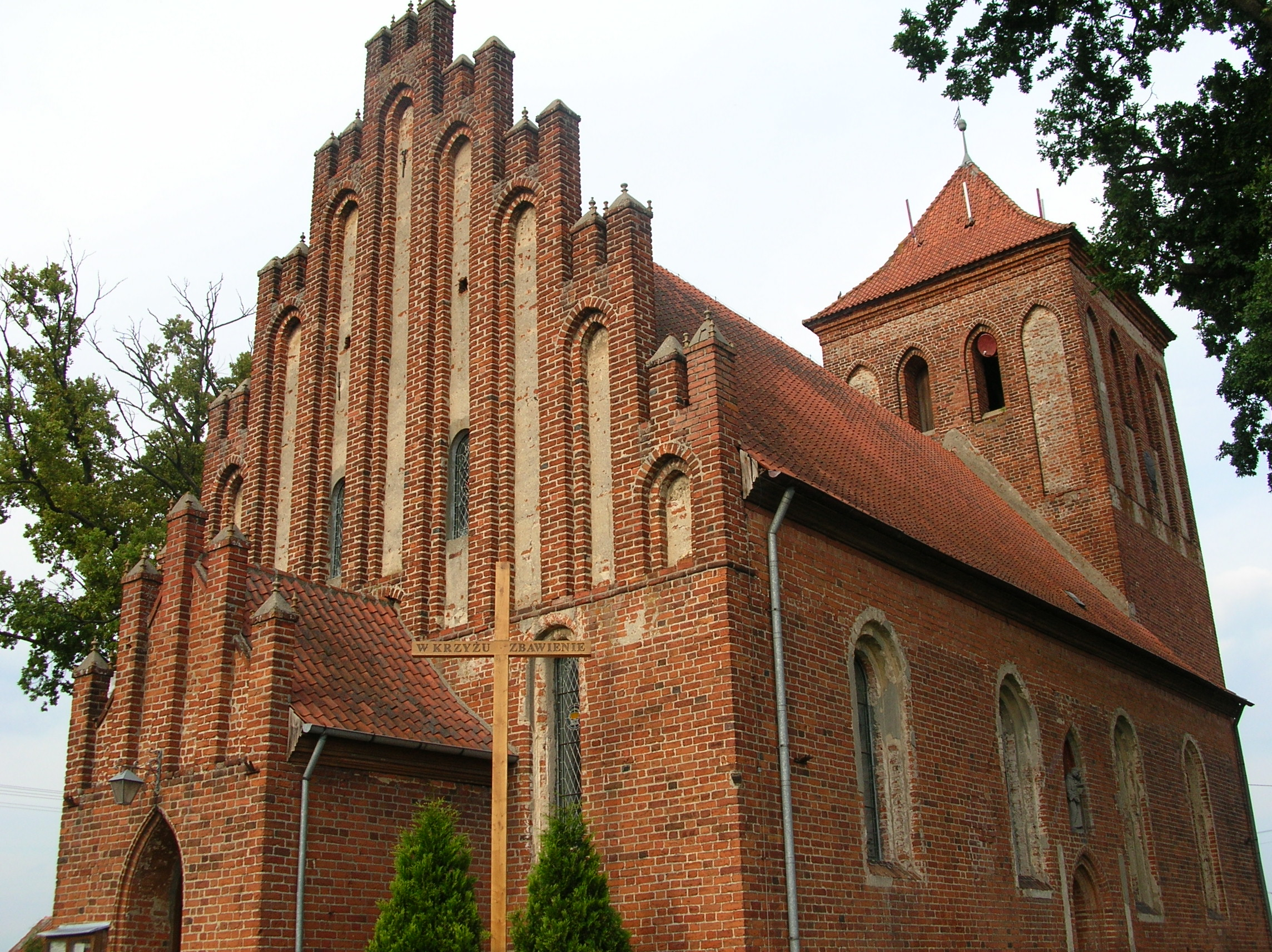
Kościół pw. św. Antoniego w Rakowcu

### Kościół pw. św. Antoniego
Gotycki kościół pw. św. Antoniego został wybudowany z cegły w latach 1330–1340, przebudowany w latach 1722–1725, jednonawowy, z kwadratową wieżą dzwonową od wschodu. Przed wejściem do kościoła oraz w kruchcie znajdują się zabytkowe granitowe gotyckie kropielnice pochodzące z XV i XVI wieku, wewnątrz barokowy ołtarz i ambona oraz trzy płyty nagrobne z XVII wieku. Przy kościele zabytkowa plebania.
Lokacja Rakowca Pomorskiego i uposażenie probostwa zostało dokonane w 1293 r. przez biskupa pomezańskiego Henryka. Obecny kościół parafialny został wybudowany w latach 1330–1340. Pierwszym znanym proboszczem ustanowionym w 1336 r. był ksiądz Jan.
O intensywnym i gorliwym życiu religijnym w tej parafii przed przejściem na protestantyzm świadczą istniejące do dziś „dołki pokutne” przy głównym wejściu do kościoła i zakrystii. Pokutujący nie mieli prawa przekraczać progów świątyni, więc w nabożeństwach uczestniczyli przed wrotami kościoła i żłobili dołki.
W czasie reformacji kościół w Rakowcu przeszedł w ręce Kościoła ewangelickiego. W latach 1722–1725 wnętrze dawnego kościoła gotyckiego zostało gruntownie przebudowane, wstawiono organy, ławki i nowy ołtarz. W 1835 roku wieża kościoła zostaje częściowo strawiona przez pożar wywołany uderzeniem pioruna. Od doszczętnego zniszczenia świątynię ratują mieszkańcy.
Okres II wojny światowej to tragiczny dla Rakowca, jak i dla większości ziem Prus okres w historii. Kościół zostaje zniszczony, w świątyni zostaje tylko ołtarz.
Po II wojnie światowej kościół w Rakowcu przejmują katolicy, a 8 września 1945 po odnowieniu wnętrza obiekt zostaje poświęcony.

### Dworek myśliwski
Dworek myśliwski wraz ze stadniną pochodzi z XVIII/XIX w. Został wybudowany w połowie XVIII wieku przez junkrów pruskich. W przeszłości zamieszkany był przez społeczność szlachecką. Budynek jest otynkowany na biało, ma duże poddasze. Na posesji bardzo licznie rosną drzewa, a wokół dworku znajdują się zabudowania gospodarcze. Na szczególną uwagę zasługują dwie stajnie: jedna pochodzi z XVIII wieku, a druga z 1935 roku. Obecnie w zabytkowych zabudowaniach dworku myśliwskiego mieści się pensjonat.